# Maera similis
Maera similis är en kräftdjursart som beskrevs av Stout 1913. Maera similis ingår i släktet Maera och familjen Melitidae. Inga underarter finns listade i Catalogue of Life.